# Egna

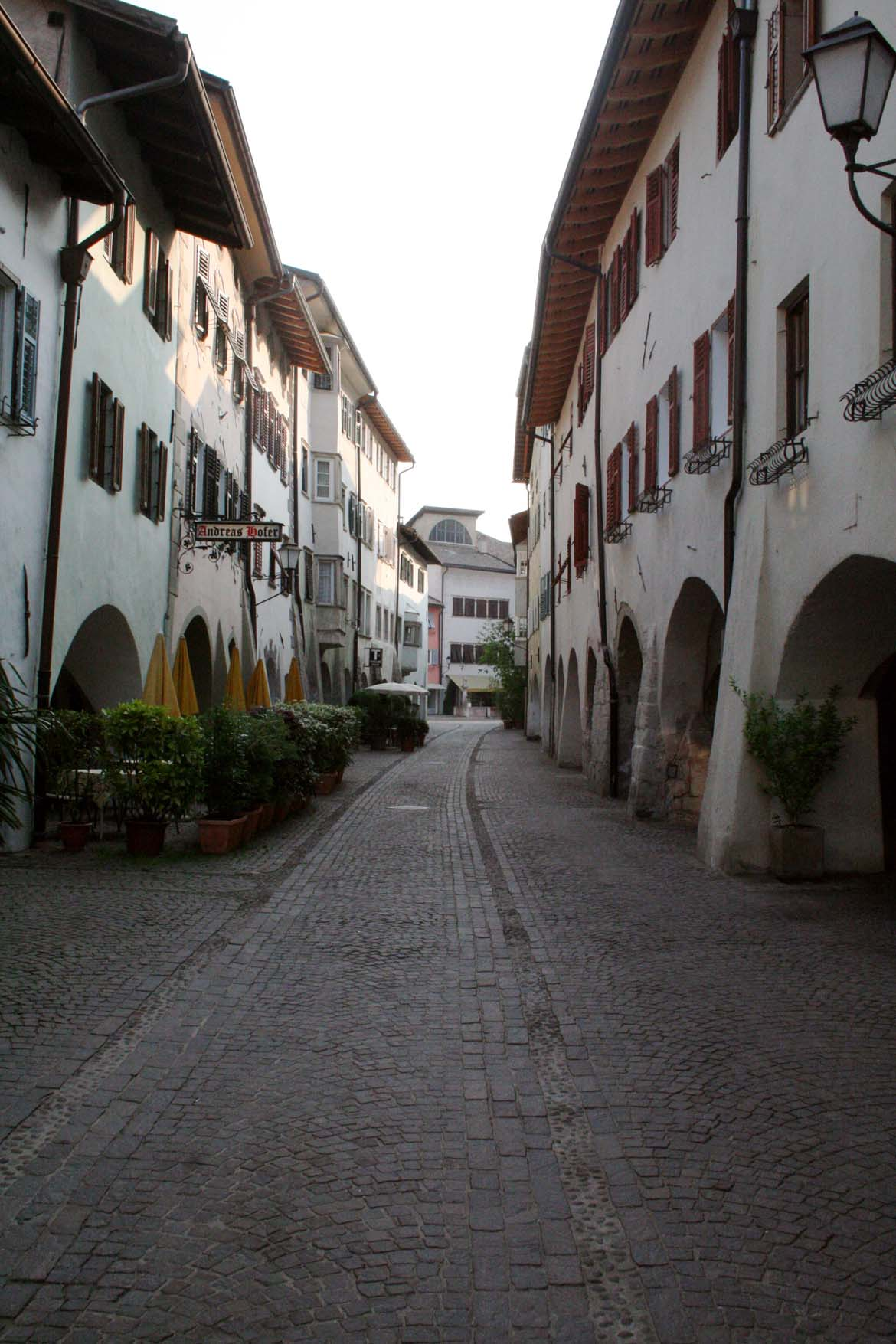
Street view in Neumarkt

Egna (tiếng Đức: Neumarkt, có nghĩa "chợ mới"; Latin: Endidae) là một đô thị ở Nam Tirol ở vùng Trentino-Nam Tirol, có vị trí cách khoảng 30 km về phía đông bắc của thành phố Trento và khoảng 25 km về phía nam của thành phố Bolzano. Tại thời điểm ngày 31 tháng 12 năm 2005, đô thị này có dân số 4.648 người và diện tích là 23 km². Khoảng 62% dân số nói tiếng Đức.
Đô thị Neumarkt có các frazioni (các đơn vị cấp dưới, chủ yếu là các làng) Laghetti (Laag), Mazzon (Mazon), San Floriano (St. Florian) and Villa (Vill).
Neumarkt giáp các đô thị: Kaltern an der Weinstraße (Caldaro sulla strada del vino), Kurtatsch an der Weinstraße (Cortaccia sulla strada del vino), Kurtinig an der Weinstraße (Cortina sulla strada del vino), Margreid an der Weinstraße (Magrè sulla strada del vino), Montan (Montagna), Salorno (Salurn) and Tramin an der Weinstraße (Termeno sulla strada del vino).